# Protaetia lambillionea
Protaetia lambillionea är en skalbaggsart som beskrevs av Alexis och Delpont 2000. Protaetia lambillionea ingår i släktet Protaetia och familjen Cetoniidae. Inga underarter finns listade i Catalogue of Life.